# Freak Show (album)
Pour les articles homonymes, voir Freakshow.
Albums de Silverchair
Frogstomp
(1995) Neon Ballroom
(1999)
Singles
1. Freak
Sortie : 13 janvier 1997
2. Abuse Me
Sortie : 23 mars 1997
3. Cemetery
Sortie : 13 juillet 1997
4. The Door
Sortie : 1er octobre 1997

Freak Show est le deuxième album du groupe de rock alternatif australien Silverchair.

## Historique
Sorti le 4 février 1997, cet album est enregistré en trois semaines environ entre mai et novembre 1996, les membres du groupe devant jongler entre le fait de finir leur dernière année de lycée et les enregistrements. Enregistré au Festival Studios à Sydney et produit par Nick Launay, il sort sur le label australien Murmur, parent de Sony Music.
Plus sombre et expérimental que son prédécesseur, Frogstomp, il contient notamment les chansons Freak (no 1), Abuse Me (no 9) et Cemetery (no 5) qui sortent en single et entrent dans le top 10 des charts australiens.
Freak Show se classe à la 1re place des charts australiens, à la 12e place du Billboard 200  et à la 20e place des charts français.

## Liste des titres
- Les titres sont de Daniel Johns sauf mention contraire.

| No  | Titre                   | Auteur             | Durée |
| --- | ----------------------- | ------------------ | ----- |
| 1.  | Slave                   | Johns, Ben Gillies | 3:57  |
| 2.  | Freak                   |                    | 3:49  |
| 3.  | Abuse Me                |                    | 4:03  |
| 4.  | Lie To Me               |                    | 1:22  |
| 5.  | No Association          | Johns, Gillies     | 3:56  |
| 6.  | Cemetery                |                    | 4:04  |
| 7.  | The Door                |                    | 3:38  |
| 8.  | Pop Song For Us Rejects |                    | 3:15  |
| 9.  | Learn To Hate           | Gillies            | 4:21  |
| 10. | Petrol & Chlorine       |                    | 4:00  |
| 11. | Roses                   | Johns, Gillies     | 3:34  |
| 12. | Nobody                  | Johns, Gillies     | 6:08  |
| 13. | The Closing             | Johns, Gillies     | 3:27  |

## Musiciens
Silverchair
- Daniel Johns : chant, guitares
- Ben Gillies : batterie, percussions
- Chris Joannou : basse

Musiciens additionnels
- Sur Cemetery
  - Jane Scarpantoni : violoncelle
  - Lorenza Ponce, Elizabeth Knowles, Todd Reynolds et David Mansfield : violons
  - Matthew Pierce : alto
- Sur Pop Song for Us Rejects
  - Amanda Brown et Ian Cooper : violon
- sur Petrol & Chlorine
  - Margaret Lindsay : violoncelle
  - Ravi Kuttilak : violon
  - Rudi Crivici : alto
  - Pandit Ran Chander Suman : tablâ et tambûr
  - Ruk Mali : sitar

## Charts & certifications

### Album
Charts
| Pays                                 | Durée du classement | Meilleur classement | Date            |
| ------------------------------------ | ------------------- | ------------------- | --------------- |
| Allemagne (GfK Entertainment)        | 6 semaines          | 42e                 | 24 février 1997 |
| Australie (ARIA Charts)              | 50 semaines         | 1er                 | 16 février 1997 |
| Autriche (Ö3 Austria Top 40)         | 4 semaines          | 22e                 | 16 mars 1997    |
| Belgique (W) (Ultratop)              | 3 semaines          | 41e                 | 26 avril 1997   |
| Canada (RPM)                         | 31 semaines         | 2e                  | 17 février 1997 |
| États-Unis (Billboard 200)           | 20 semaines         | 12e                 | 22 février 1997 |
| Finlande (Suomen virallinen lista)   | 3 semaines          | 28e                 | 17 février 1997 |
| France (SNEP)                        | 6 semaines          | 20e                 | 8 février 1997  |
| Norvège (VG-lista)                   | 2 semaines          | 29e                 | 10 février 1997 |
| Nouvelle-Zélande (RMNZ Albums Top40) | 10 semaines         | 8e                  | 16 février 1997 |
| Pays-Bas (MegaCharts)                | 9 semaines          | 30e                 | 8 mars 2023     |
| Royaume-Uni (UK Albums Chart )       | 2 semaines          | 38e                 | 15 février 1997 |
| Suède (Sverigetopplistan)            | 1 semaines          | 53e                 | 28 février 2023 |
| Suisse (Schweizer Hitparade)         | 3 semaines          | 43e                 | 2 mars 1997     |

Certifications
| Pays       | Certification | Ventes    | Date            |
| ---------- | ------------- | --------- | --------------- |
| Australie  | 3 × Platine   | 210 000+  | 14 février 2020 |
| Canada     | Platine       | 100 000 + | 31 mars 1997    |
| États-Unis | Or            | 500 000 + | 4 avril 1997    |

## Singles issus de l'album
| Date de sortie   | Titre      | Charts | Charts | Charts | Charts | Certifications |
| Date de sortie   | Titre      | [ 1 ]  | Main.  | [ 21 ] | [ 22 ] | Certifications |
| ---------------- | ---------- | ------ | ------ | ------ | ------ | -------------- |
| 13 janvier 1997  | "Freak"    | 1      | 25     | 34     | 23     | Platine        |
| 23 mars 1997     | "Abuse Me" | 9      | 4      | 40     | 44     | Or             |
| 13 juillet 1997  | "Cemetery" | 5      | -      | -      | -      | Or             |
| 1er octobre 1997 | "The Door" | 25     | -      | -      | 40     | -              |

- En Australie les seuils pour les certifications sont:
  - Disque de platine: 70 000 unités vendus
  - Disque d'or: 35 000 unités vendus